# Claes-Ingvar Lagerkvist
Claes-Ingvar Oskar Lagerkvist (* 17. November 1944) ist ein schwedischer Astronom und Professor für Astronomie an der Universität Uppsala.
Er entdeckte drei periodische Kometen P/1996 R2 (Lagerkvist), C/1996 R3 und P/1997 T3 (Lagerkvist-Carsenty). Er entdeckte mehr als 130 Asteroiden, unter ihnen der Jupiter-Trojaner (37732) 1996 TY68. Der am 11. Februar 1983 von E. Bowell entdeckte Asteroid (2875) Lagerkvist wurde ihm zu Ehren benannt.
Lagerkvist war von 1999 bis 2007 Direktor des Observatoriums Kvistaberg.